# Glen Benton
Glen Benton, né le 18 juin 1967 à Niagara Falls dans l'État de New York, est un chanteur et un bassiste américain de death metal. Il est principalement connu pour son rôle au sein du groupe Deicide dont il est un membre fondateur.

## Participations
Il officie dans le groupe Deicide en tant que chanteur, bassiste et auteur depuis le début du groupe. Son chant à deux registres distincts (mixés à l'enregistrement, c'est-à-dire que les deux voix, graves et aigües, sont superposées en studio, la voix de Benton n'étant pas modifiée) est l'un des traits marquants de ses parties vocales : une voix en grunt grave classique typique du death et l'autre chant éraillé typique du black. L'une et l'autre se superposant ou alternant en dialogue selon les passages des chansons. 
Il a également participé aux albums studio de Vital Remains, Dechristianize et Icons of Evil, et apparaît en guest vocals dans le titre Vomit the Soul de l'album Butchered at Birth de Cannibal Corpse, ainsi que sur un titre de l'album Death Shall Rise du groupe anglais de death Cancer. Il apparaît aussi en guest vocals sur le titre Unfit Earth de l'album Harmony Corruption du groupe anglais Napalm Death.
Il a également participé à l'album Roadrunner United à l'occasion des 25 ans du label de musique Roadrunner Records où il chante sur la chanson Annihilation by the Hands of God.

## Convictions satanistes
Benton est connu pour afficher des convictions satanistes et une hostilité marquée au christianisme (il s'agit du thème principal de ses textes). À cet égard, il s'est fait marquer au fer une croix renversée sur le front. Dans les années 1990, il fut invité dans une émission-débat française (J'y crois, j'y crois pas, diffusée sur TF1) de Tina Kieffer qui traitait des religions pour parler de ses croyances. 
Bien qu'affirmant partager un lien spirituel avec Lucifer, qui, selon lui, lui dicterait quoi dire et quoi écrire, la nature de son satanisme reste floue et sujette à controverse, en raison tout particulièrement d'allégations de la part de l'ancien guitariste Eric Hoffman, qualifiant le satanisme de Benton de "non sincère et factice".

## Discographie
Deicide

### Albums studio
- 1990 : Deicide
- 1992 : Legion
- 1995 : Once Upon the Cross
- 1997 : Serpents of the Light
- 2000 : Insineratehymn
- 2001 : In Torment in Hell
- 2004 : Scars of the Crucifix
- 2006 : The Stench of Redemption
- 2008 : Till Death Do Us Part
- 2011 : To Hell With God
- 2013 : In the Minds of Evil
- 2018 : Overtures of Blasphemy
- 2024 : Banished by sin

### Albums live
- 1998 : When Satan Lives
- 2006 : When London Burns (DVD)
- 2007 : Doomsday L.A (DVD)

### Compilations
- 1993 : Amon, Feasting the Beast
- 2003 : The Best of Deicide

Cannibal Corpse
- 1990 : Eaten Back to Life (chant secondaire sur "Mangled" et "A Skull Full of Maggots")
- 1991 : Butchered at Birth (chant secondaire sur "Vomit the Soul")